# Papiro 73
O Papiro 73 ({\displaystyle {\mathfrak {P}}}73) é um antigo papiro do Novo Testamento que contém fragmentos dos capítulos vinte e cinco e vinte e seis do Evangelho de Mateus (25:43; 26:2-3). É um dos Papiros de Bodmer.